# 835

835(팔백삼십오)는 834보다 크고 836보다 작은 자연수다.

## 수학
- 합성수로, 그 약수는 1, 5, 167, 835다. 진약수의 합은 173이므로, 835는 부족수다.
  - 251번째 반소수다. 앞의 반소수는 831, 다음 반소수는 838이다.
- 9번째 모츠킨 수다. 앞의 모츠킨 수는 323, 다음은 2188이다.

## 과학
- NGC 835: 고래자리 방향에 있는 나선은하.

## 교통
- 835번 지방도: 전라남도 장흥군 장흥읍에서 영암군 영암읍까지 이어지는 대한민국의 지방도.
- 835번 홋카이도도(일본어판)

## 문화유산
- 대한민국의 보물 제835호: 청도 운문사 대웅보전

## 방송
- 835정보센터: KBS대전 1라디오의 시사교양 프로그램. 오전 8시 35분에 방영된 점에서 숫자 835가 붙었다.

## 기타
- 연도: 835년, 기원전 835년